# Ez̄navā
Ez̄navā (persiska: اِزن آباد, عَزين آباد, Eznābād, اذنوا) är en ort i Iran.   Den ligger i provinsen Mazandaran, i den norra delen av landet, 170 km nordost om huvudstaden Teheran. Antalet invånare är 745.
Terrängen runt Ez̄navā är mycket platt. Runt Ez̄navā är det tätbefolkat, med 790 invånare per kvadratkilometer. Närmaste större samhälle är Bābolsar, 13,4 km väster om Ez̄navā. Trakten runt Ez̄navā består till största delen av jordbruksmark.